# Salvador Clotas i Cierco
Salvador Clotas i Cierco (Barcelona, 4 de juny de 1938) és un polític, escriptor i editor català, germà d'Higini Clotas i Cierco.

## Trajectòria
Llicenciat en filosofia i lletres per la Universitat de Barcelona, en 1962 va ser condemnat per un consell de guerra sumaríssim a dos anys de presó, acusat d'atemptar contra la seguretat de l'Estat i d'injúries al Cap de l'Estat. Fou tancat a les presons de Barcelona i Lleida. En els seus anys universitaris fou socialista independent, i el 1977 va ingressar a la Federació Catalana del PSOE. Quan es van unir al PSC-Congrés i al PSC-Reagrupament per formar el PSC-PSOE, en fou nomenat secretari nacional de Política Municipal i posteriorment Secretari de Premsa i Política Informativa.
L'abril de 1980 va substituir Marta Mata i Garriga com a diputada al Congrés dels Diputats quan aquesta va dimitir per presentar-se a les eleccions al Parlament de Catalunya de 1980. Posteriorment fou elegit diputat per la circumscripció electoral de Barcelona a les eleccions generals espanyoles de 1982, 1986, 1989, 1993, 1996 i 2000. Ha estat vocal de Diputació Permanent (1986-1996), de la Comissió Parlamentària Control Parlamentari de RTVE (2000-2004) i vocal de la subcomissió de mesures contra la pirateria als drets de propietat intel·lectual (2002-2003).
Actualment és director de la Fundació Pablo Iglesias i membre de la Fundació Rafael de Campalans, així com director de la revista Letra Internacional.